# NGC 1359
NGC 1359 é uma galáxia {{{typ}}} localizada na direcção da constelação de Eridanus. Possui uma declinação de -19° 29' 27" e uma ascensão recta de 3 horas, 33 minutos e 47,8 segundos.
A galáxia NGC 1359 foi descoberta em 12 de Outubro de 1836 por John Herschel.